# Aplassoderinus minutus
Aplassoderinus minutus es una especie de coleóptero de la familia Attelabidae.

## Distribución geográfica
Habita en Tanzania y República Democrática del Congo.